# Otto Emil Johansen
Otto Emil Johansen, född 14 juli 1886 i Holmestrand, död 15 augusti 1934 i Oslo, var en norsk konstnär.
Otto Emil Johansen var elev till Christian Krohg, Harriet Backer och Halfdan Strøm samt av Lucien Simon och Othon Friesz i Paris. Johansen målade mycket utomlands, särskilt i Frankrike, vars modernistiska måleri utövade ett starkt inflytande på hans tidiga produktion. Efter att ha dragit kompositionella lärdomar från kubismen, vände Johansen åter till norska motiv och målade bland annat Huralen i en förenklad men naturnära stil, i en från de utländska förebilderna frigjord känsla.